# Mário Quina
Mário Gentil Quina (* 1. Januar 1930 in Estoril; † 8. September 2017) war ein portugiesischer Segler.

## Erfolge
Mário Quina nahm viermal an Olympischen Spielen teil. Bei seinem Olympiadebüt 1952 in Melbourne im Finn-Dinghy schloss er die Regatta auf dem 17. Platz ab. Acht Jahre darauf startete er in Rom, als Quina bei der Eröffnungsfeier als Fahnenträger der portugiesischen Delegation fungierte, an der Seite seines Bruders José Manuel Quina im Starboot und gewann mit ihm die Silbermedaille. Mit 6665 Punkten wurden sie hinter den sowjetischen Olympiasiegern Timir Pinegin und Fjodor Schutkow Zweite. Bei den Olympischen Spielen 1968 in Mexiko-Stadt kamen sie im Starboot dagegen nicht über den 17. Platz hinaus. 1972 war Mário Quina Skipper des portugiesischen Boots im Drachen, dessen Crew aus seinem Bruder Francisco Quina sowie Fernando Lima Bello bestand. Mit 120 Punkten beendeten sie die Regatta im Olympiazentrum Schilksee auf dem 21. Platz.
2015 wurde er als Großoffizier des Ordens des Infanten Dom Henrique ausgezeichnet.